# لااستقرار حملي

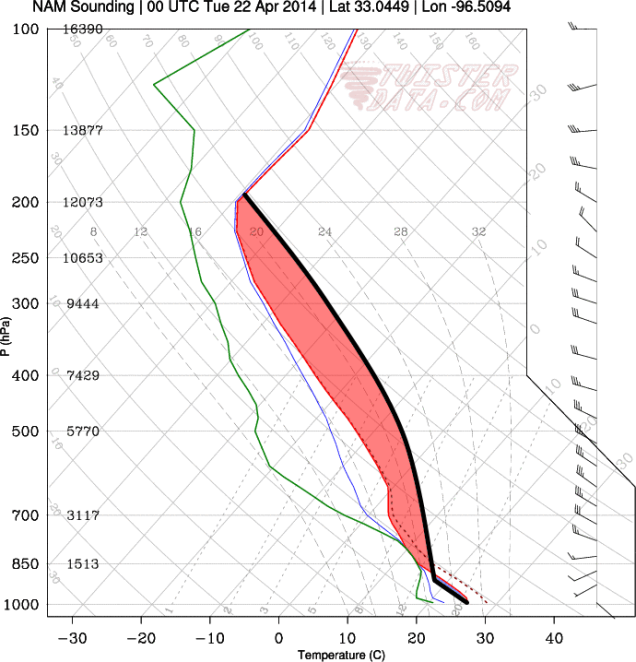

يشتمل هذا المقال على نص مجال عام أنشأته الحكومة الأمريكية.
في علم الأرصاد الجوية يشير مصطلح اللاستقرار الحملي أو استقرار الكتلة الهوائية إلى قدرة الكتلة الهوائية على مقاومة الحركة الرأسية. ويصعِّب الغلاف الجوي المستقر الحركة الرأسية، ويثبط الاضطرابات الرأسية الصغيرة ثم تختفي. في الغلاف الجوي غير المستقر تميل حركات الهواء الرأسية (مثلما في الرفع الجبلي، حيث تُزاح الكتلة الهوائية لأعلى بفعل دفع الرياح لها أعلى المنحدرات الصاعدة لسلسلة جبلية) إلى التزايد مما يؤدي إلى تدفق الهواء المضطرب والنشاط الحملي. قد تؤدي اللاستقرارية إلى الجريان المضطرب وانتشار السحاب المتعامد على نطاق واسع بالإضافة إلى العواصف الرعدية.
وتعد عمليتا التبريد والتسخين الكظوميتان ظاهرتين للهواء الصاعد أو الهابط. إذ يتمدد الهواء الصاعد ثم يبرد بفعل نقص ضغط الهواء كلما ازداد الارتفاع. والعكس صحيح بالنسبة للهواء الهابط؛ كلما ازداد الضغط الجوي، ازدادت حرارة الهواء الهابط بينما ينضغط الهواء. ويستخدم مصطلحا التسخين الكظومي والتبريد الكظومي لوصف هذا التغيير الحراري.
ومعدل السقوط الكظومي هو المعدل الذي تنخفض عنده الكتلة الهوائية الصاعدة أو الهابطة أو تزداد حسب مسافة الإزاحة الرأسية. أما معدل السقوط المحيطي فهو معدل تغير الحرارة في الهواء (غير المزاح) حسب المسافة الرأسية. وتنشأ اللاستقرارية عن الفرق بين معدل السقوط الكظومي والكتلة الهوائية ومعدل السقوط في الغلاف الجوي.
إذا كان معدل السقوط الكظومي أقل من معدل السقوط المحيطي، تبرد الكتلة الهوائية المُزاحة لأعلى بسرعة أقل من سرعة الهواء الذي تنتقل خلاله. وبذلك تصبح هذه الكتلة الهوائية أكثر دفئًا مقارنة بالجو. وبما أن الهواء الدافئ أقل كثافة، فتميل مثل تلك الكتلة الهوائية إلى الاستمرار في الارتفاع.
وعلى العكس من ذلك، إذا كان معدل السقوط الكظومي أعلى من معدل السقوط المحيطي، تبرد الكتلة الهوائية المُزاحة لأعلى بطريقة أسرع من الهواء الذي تنتقل خلاله. وبذلك تصبح هذه الكتلة الهوائية أبرد مقارنة بالجو. وبما أن الهواء البارد أكثر كثافة، فإن ارتفاع مثل تلك الكتلة الهوائية يجد مقاومة.
عندما يرتفع الهواء، يبرد الهواء الرطب عند معدل أقل من الهواء الجاف. أي أنه بالنسبة لنفس الحركة الرأسية، فإن جزء الهواء الرطب سيكون أكثر دفئًا من جزء الهواء الجاف. ويرجع ذلك إلى تكثيف بخار المياه الموجود في هذا الجزء من الهواء بفعل التبريد الممتد. وبينما يتكثف بخار الماء، تنطلق الحرارة الكامنة في هذا الجزء من الهواء. يحتوي الهواء الرطب على بخار ماء أكثر من الهواء الجاف، وبذلك تنطلق الحرارة الكامنة بدرجة أكبر في جزء الهواء الرطب أثناء صعوده. ولا يحتوي الهواء الجاف على نفس القدر من بخار الماء، ولذلك يبرد الهواء الجاف عند معدل أعلى من الحركة الرأسية من الهواء الرطب. وتؤدي الحرارة الكامنة التي تنبعث أثناء تكثيف بخار الماء، إلى تقليل معدل السقوط الكظومي للهواء الرطب نسبيًا مقارنة بالهواء الجاف. مما يجعل الهواء الرطب أقل استقرارًا من الهواء الجاف (راجع طاقة الحمل المتاحة المحتملة). يبلغ معدل السقوط الكظومي الجاف (بالنسبة للهواء غير المشبع) 3 درجات مئوية (5,4 درجة فهرنهايت) لكل 1000 قدم رأسي. ويتباين معدل السقوط الكظومي الرطب ما بين 1,1 درجة مئوية و2,8 درجة مئوية (2 درجة فهرنهايت و5 درجات فهرنهايت) لكل 1000 قدم رأسي.
وتحدد مجموعة الرطوبة والحرارة استقرار الهواء والطقس الناتج عنها. فالهواء البارد والجاف مستقر جدًا ويقاوم الحركة الرأسية، وينتج عنه طقس جيد ومعتدل بوجه عام. وتحدث اللاستقرارية العظمى عندما يكون الهواء رطبًا ودافئًا، مثلما يكون في الأقاليم الاستوائية في فصل الصيف. وبالمثل، تظهر العواصف الرعدية بصورة يومية في هذه الأقاليم بسبب لاستقرارية الهواء المحيط.
ويختلف معدل السقوط المحيطي حسب الظروف المناخية المتباينة، ولكن يبلغ في المتوسط، 2 درجة مئوية (3,5 درجات فهرنهايت) لكل 1000 قدم رأسي.

## وصلات خارجية
- http://amsglossary.allenpress.com/glossary/search?id=conditional-instability-of-the-1